# Referendo na Coreia do Sul em 1987
Um referendo constitucional foi realizado na Coreia do Sul em 28 de outubro de 1987. As mudanças à constituição foram aprovadas por 94,4% dos eleitores, com uma participação de 78,2%.

## Resultados
| Opção                | Votos      | %    |
| -------------------- | ---------- | ---- |
| A favor              | 18.640.625 | 94,4 |
| Contra               | 1.092.702  | 5,6  |
| Votos nulos/brancos  | 295.345    | -    |
| Total                | 20.028.672 | 100  |
| Fonte: Nohlen et al. |            |      |